# グラハム郡 (ノースカロライナ州)
グラハム郡 (グラハムぐん、Graham County) はアメリカ合衆国ノースカロライナ州に位置する郡である。2000年現在、人口は7,993人である。この郡庁所在地はRobbinsvilleである。

## 地理
アメリカ合衆国統計局によると、この郡は総面積781 km2 (302 mi2) である。このうち756 km2 (292 mi2) が陸地で25 km2 (10 mi2) が水地域である。総面積の3.16%が水地域となっている。

### 郡区
ここの郡は3つの郡区に分けられている：Cheoah、Stecoah、及び Yellow Creek。

### 隣接する郡
- スウェイン郡 - 北及び東
- メイコン郡 - 南東
- チェロキー郡 - 南
- モンロー郡 (テネシー州) - 西
- ブラウント郡 (テネシー州) - 北西

## 人口動勢
2000年現在の国勢調査で、この郡は人口7,993人、3,354世帯、及び2,411家族が暮らしている。人口密度は11/km2 (27/mi2) である。7/km2 (17/mi2) の平均的な密度に5,084軒の住宅が建っている。この郡の人種的な構成は白人91.91%、アフリカン・アメリカン0.19%、先住民6.84%、アジア0.16%、太平洋諸島系0.01%、その他の人種0.13%、及び混血0.76%である。ここの人口の0.75%はヒスパニックまたはラテン系である。
この郡内の住民は22.00%が18歳未満の未成年、18歳以上24歳以下が7.30%、25歳以上44歳以下が25.20%、45歳以上64歳以下が27.50%、及び65歳以上が18.00%にわたっている。中央値年齢は42歳である。女性100人ごとに対して男性は95.30人である。18歳以上の女性100人ごとに対して男性は92.60人である。
この郡内の世帯ごとの平均的な収入は26,645米ドルであり、家族ごとの平均的な収入は32,750米ドルである。男性は24,207米ドルに対して女性は18,668米ドルの平均的な収入がある。この郡の一人当たりの収入 (per capita income) は14,237米ドルである。人口の19.50%及び家族の14.40%は貧困線以下である。全人口のうち18歳未満の24.30%及び65歳以上の20.40%は貧困線以下の生活を送っている。

## 都市及び町
- Lake Santeetlah
- Robbinsville

1. ↑   Find a County, National Association of Counties 2011年6月7日閲覧。
2. ↑   American FactFinder, United States Census Bureau 2008年1月31日閲覧。